# Kalvárie (Porta Bohemica)
Kalvárie (246 m, též Tříkřížový vrch) je zdaleka viditelný, výrazný rulový skalní ostroh v místě nazývaném Porta Bohemica (Brána Čech) v CHKO České středohoří. V roce 1993 zde byla na rozloze 8,71 ha vyhlášena stejnojmenná přírodní rezervace. Tato rezervace se nachází na katastrálním území obcí Libochovany a Velké Žernoseky. Jako hradiště tvořílo dvojdílný celek se sousedním Hrádkem. Hradiště v dominantní poloze nad Labem v místech průchodu obchodních cest nad tzv. Českou branou (Porta Bohemica). Dvoudílná lokalita s oddělenou akropolí ztotožňována s bájným územím kmene Lučanů a někdy spojována s hradištěm Canburg. Akropole se rozkládala na Tříkřížovém vrchu, kde od novověku stojí trojice křížů – kalvárie. Větší část hradiště leží na vedlejším kopci Hrádek, od akropole odděleném strží.

## Charakteristika
Jedná se o příkrý skalní ostroh na pravém břehu Labe asi šest kilometrů severozápadně od Litoměřic nedaleko od obce Velké Žernoseky. Ostroh je velmi nápadný svými třemi kříži (odtud pak jeho oficiální název Kalvárie – místní název je Tři kříže), které jsou zde historicky doloženy již od roku 1587. K jejich původu se váže několik různých pověstí, z nichž asi nejznámější je ta o třech pannách, které milovaly jednoho rytíře.
Na tomto příkrém labském svahu se nachází maloplošné chráněné území – přírodní rezervace Kalvárie s výskytem vzácné fauny a flóry (vyskytuje se zde, mimo jiné, též vzácná ještěrka zelená – Lacerta viridis) a křivatec český (Gagea bohemica). Z vrcholku skály je také velmi dobrý rozhled na údolí Labe v Bráně Čech, na všechny okolní vrcholy Českého středohoří (Radobýl, Lovoš, Milešovku, Kubačku, Kletečnou) a na dubický kostel.